# میا ییم
استفانی هیم لی (با نام مستعار بل؛ زاده ۱۶ آوریل ۱۹۸۹) یک کشتی‌گیر حرفه‌ای آمریکایی است که بیشتر با نام رینگ میا ییم شناخته می‌شود. وی در حال حاضر در دبلیودبلیوئی فعالیت دارد. او در تفکیک برندی دبلیودبلیوئی در بخش اسمک‌داون با نام میشین فعالیت می‌کند و یکی از اعضای د کلاب است.
او همچنین به دلیل حضور در ایمپکت رسلینگ شناخته شده‌است، او در این بخش توانست یک قهرمان ایمپکت رسلینگ را ناک‌اوت کند. ییم در طول دوران حرفه‌ای خود در دبلیودبلیوئی، ایمپکت رسلینگ، کامبت زون رسلینگ (CZW)، کشتی شاین و در بخش ورزشکاران زن شیمر فعالیت کرده‌است. در مسابقات شاین، او هم قهرمانی شاین و هم قهرمانی تیمی شاین را به دست آورده‌است. علاوه بر این‌ها، او در ژاپن برای «رینا جوشی پورورسو» نیز کشتی گرفته‌است.